# Melina Loeck
Melina Loeck (* 1. Juli 2000) ist eine deutsche Fußballspielerin.

## Karriere
Loeck, die als B-Juniorin des VfL Wolfsburg von 2016 bis 2017 fußballerisch ausgebildet wurde, gehörte ab 2016 als eine von drei Ersatz-Torhüterinnen auch schon zum Kader der zweiten Mannschaft. Für diese kam sie erstmals in der Saison 2017/18 in der seinerzeit noch zweigleisigen Bundesliga zum Einsatz. Mit neun Punktspielen trug sie zum zweiten Platz in der Gruppe Nord bei. Sie debütierte im Seniorinnenbereich am 10. Dezember 2017 (10. Spieltag) beim 9:0-Sieg im Heimspiel gegen den Liganeuling TV Jahn Delmenhorst. In den beiden Folgesaisons – nunmehr in der eingleisigen 2. Bundesliga – bestritt sie mit 19 bzw. sieben Einsätzen weitere Punktspiele. Von 2018 bis 2020 gehörte sie dem Kader der ersten Mannschaft des VfL Wolfsburg an, wurde in Punktspielen der Bundesliga oder im DFB-Pokal-Wettbewerb jedoch nicht eingesetzt. Als Teil der Mannschaft konnte sie dennoch zwei Meistertitel und zwei Pokalsiege auf sich beziehen.
Um ihr mehr Spielpraxis geben zu können, wurde mit dem schwedischen Erstligisten Kristianstads DFF ein Leihgeschäft für die Spielzeit 2020 vereinbart. Zu ihrem Debüt kam sie am 7. November 2020 (21. Spieltag) beim 4:1-Sieg im Auswärtsspiel gegen den bereits als Absteiger feststehenden IK Uppsala Fotboll. Nach Ablauf der Leihfrist, und obwohl ihre Vertragslaufzeit beim VfL Wolfsburg bis 30. Juni 2021 Gültigkeit hatte, wurde sie vom Drittplatzierten für weitere drei Jahre dauerhaft verpflichtet. In der Spielzeit 2021 kam sie dann in fünf und sieben aufeinanderfolgenden Spieltagen zum Einsatz.

## Erfolge
- Dritter Schwedische Meisterschaft 2020, 2021
- Deutscher Meister 2019, 2020 (jeweils ohne Einsatz)
- DFB-Pokal-Sieger 2019, 2020 (jeweils ohne Einsatz)